# XXIV Conferenza delle Parti dell'UNFCCC
La Conferenza delle Nazioni Unite sui cambiamenti climatici del 2018, chiamata anche COP24 è stata la 24ª conferenza delle parti della Convenzione delle Nazioni Unite sui cambiamenti climatici, nota anche come Conferenza sui cambiamenti climatici di Katowice. Si è tenuto dal 2 al 15 dicembre 2018 a Katowice, in Polonia. La conferenza ha concordato le norme per l'attuazione dell'accordo di Parigi 2015.

## Contesto
La Cina ha assunto un ruolo di primo piano ospitando molte delle riunioni preparatorie nelle settimane precedenti alla conferenza.
Nel novembre 2018, l'Organizzazione meteorologica mondiale ha pubblicato un rapporto in cui si afferma che i livelli atmosferici di biossido di carbonio del 2017 hanno raggiunto 405 parti per milione (un livello mai visto da tre a cinque milioni di anni).